# Tosterglope
Tosterglope település Németországban, azon belül Alsó-Szászország tartományban. Lakosainak száma 612 fő (2023. december 31.). Tosterglope Bleckede és Dahlem községekkel határos.

## Népesség
A település népességének változása:
| Lakosok száma | 627  | 569  | 581  | 599  | 613  | 600  | 612  |
|               | 2010 | 2016 | 2017 | 2019 | 2021 | 2022 | 2023 |